# 華聯客運
華聯遊覽車客運股份有限公司，簡稱華聯客運，主要經營花蓮地區之遊覽車出租的業務，並兼營觀光客運路線，為明利旅行社的關係企業。

## 路線
目前經營的主要觀光旅遊路線有下列，跳脫以往公車到站即離的模式，東海岸線-郵輪式列車可讓您沿途下車瀏覽周邊美景，原車帶您走到哪、玩到哪，搭配華聯遊覽車體驗東海岸蔚藍行程；吃喝玩樂一票到底的套裝旅遊模式，是現在最時新的旅遊方式。
華聯遊覽客運公司於2019年2月獲得花蓮縣政府核准東海岸郵輪式列車經營權（花蓮轉運站-石梯坪），提供遊客東海岸太平洋沿岸風光的旅遊，有更便捷的大眾運輸，這對未來花蓮東海岸的城鎮產業觀光發展有更大的助益。

## 外部連結
- 台灣好行-304東海岸線遊輪式列車公車 （页面存档备份，存于）
- 明利旅行社有限公司（華聯遊覽車客運股份有限公司） （页面存档备份，存于）
- 華聯假期-明利旅行社的Facebook專頁